# 海狸谷莊園 (亞利桑那州)
海狸谷莊園（英語：Beaver Valley Estates）是位於美國亞利桑那州希拉縣的一個非建制地區。該地的面積和人口皆未知。

## 地理
海狸谷莊園的座標為34°20′10″N 111°17′48″W / 34.33611°N 111.29667°W，而該地的平均海拔高度為1401米（即4596英尺）。